# Lophocereus marginatus

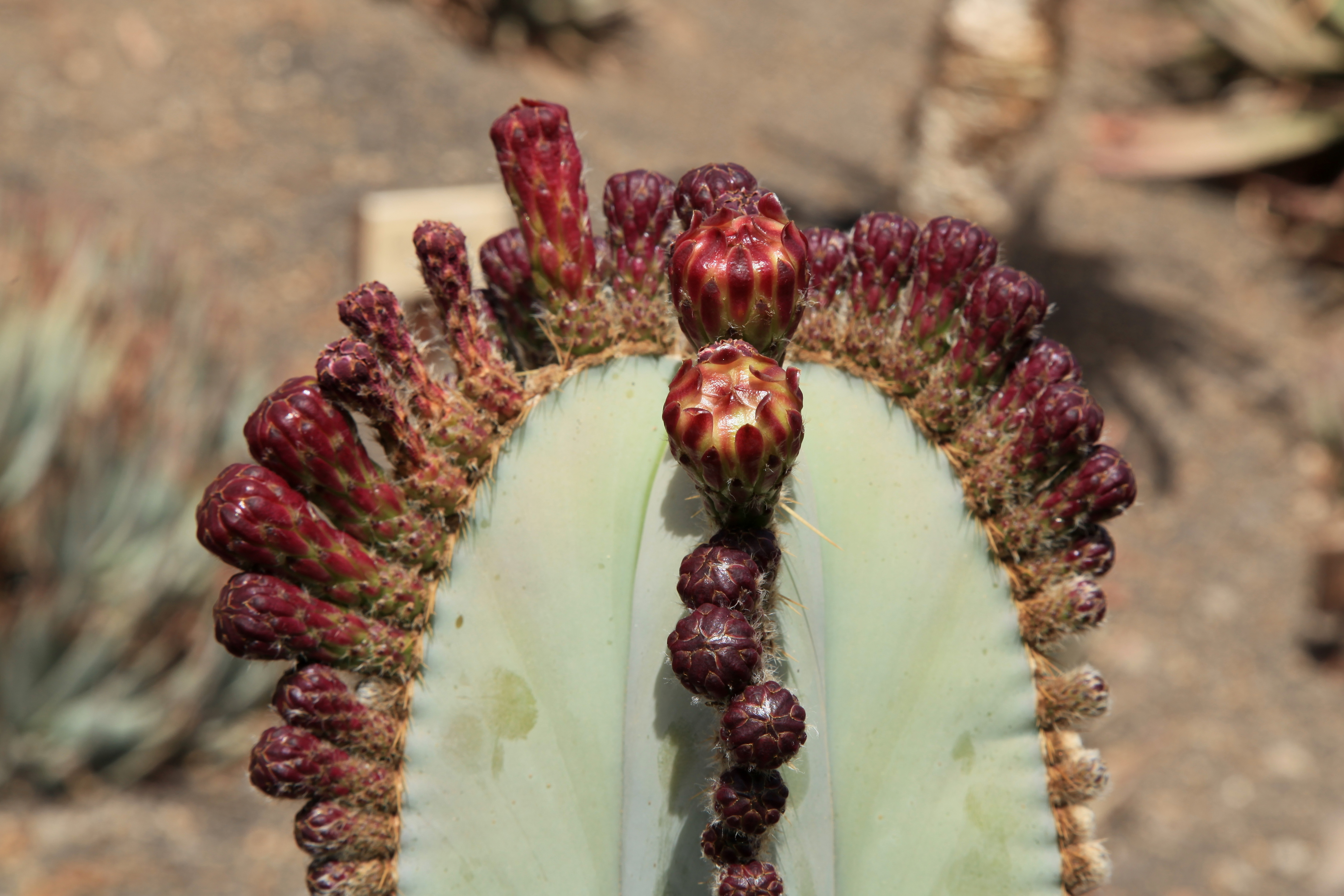
Blütenknospen

Lophocereus marginatus ist eine Pflanzenart aus der Gattung Lophocereus in der Familie der Kakteengewächse (Cactaceae). Das Artepitheton marginatus stammt aus dem Lateinischen, bedeutet ‚gerandet‘ und verweist auf die durch die auf den Rippen zusammenfließenden Areolen gebildeten „Ränder“. Spanische Trivialnamen sind „Chilayo“ und „Órgano“. Die Art wurde von den Kakteengesellschaften der drei deutschsprachigen Länder Deutschland (DKG), Österreich (GÖK) und Schweiz (SKG) zum Kaktus des Jahres 2020 gewählt.

## Beschreibung
Lophocereus marginatus wächst baumförmig mit einzelnen oder selten verzweigenden, aufrechten, säulenförmigen Trieben und erreicht bei Durchmessern von 8 bis 20 Zentimeter Wuchshöhen von 3 bis 4 Meter. Es sind vier bis sieben vorstehende, breite Rippen vorhanden. Die darauf befindlichen großen Areolen fließen später zusammen. Die ein bis drei gelblichen bis grauen Mitteldornen sind 1 bis 1,5 Zentimeter lang. Die fünf bis neun Randdornen sind 2 bis 4 Millimeter lang. Die in der Nähe der Triebspitzen befindlichen blühfähigen Areolen sind mit zahlreichen bis zu 2 Zentimeter langen Borsten besetzt.
Die trichterförmigen, rötlichen Blüten weisen eine Länge von 3 bis 4 Zentimeter auf. Ihr Perikarpell und die Blütenröhre sind mit Schuppen besetzt, die in ihren Achseln Wolle und Borsten tragen. Die kugelförmigen Früchte sind mehr oder weniger trocken. Sie erreichen Durchmesser von bis zu 4 Zentimeter und sind mit leicht abfallenden Dornen und Wolle besetzt.

## Verbreitung, Systematik und Gefährdung
Lophocereus marginatus ist in den mexikanischen Bundesstaaten Hidalgo, México, Guanajuato, Querétaro, Morelos, Puebla, Oaxaca, Colima, Michoacán und Guerrero verbreitet.
Die Erstbeschreibung als Cereus marginatus erfolgte 1828 durch Augustin-Pyrame de Candolle. Salvador Arias und  Teresa Terrazas stellten die Art 2009 in die Gattung Lophocereus. Weitere nomenklatorische Synonyme sind Pachycereus marginatus (DC.) Britton & Rose (1909), Lemaireocereus marginatus (DC.) A.Berger (1929), Marginatocereus marginatus (DC.) Backeb. (1942) und Stenocereus marginatus (DC.) A.Berger & Buxb. (1961).
In der Roten Liste gefährdeter Arten der IUCN wird die Art als „Data Deficient (DD)“, d. h. mit keinen ausreichenden Daten geführt.

## Nachweise